# Джейсон Канліфф
Джейсон Раян Кітугуа Канліфф (англ. Jason Ryan Quitugua Cunliffe, нар. 23 жовтня 1983, Хагатна, Гуам) — гуамський футболіст, нападник клубу «Бенк оф Гуам Страйкерс» та національної збірна Гуаму. Найкращий бомбардир збірної Гуаму за всю її історію.

## Клубна кар'єра
Джейсон Канліфф розпочав грати у футбол на Гуамі ще в дитинстві, у 2001 році навчався у США, де грав за університетську команду «Санта-Клара Бронко». У 2006 році повернувся до Гуаму, де став гравцем команди «Кволіті Дистриб'юторз». У складі команди у 2007 та 2008 році став чемпіоном Гуаму, в 2008 році також став у складі команди володарем Кубка Гуаму. У 2010—2012 роках Канліфф грав у складі команди «Гуам Шип'ярд», у складі якої в 2012 році став володарем Кубка Гуаму.
У 2012 році Джейсон Канліфф став гравцем філіппінського клубу «Пачанга Діліман», у складі якого виступав протягом року. У 2013 році повернувся до Гуаму, де став гравцем клубу «Роверс». У складі нової команди в перший же рік виступів стає чемпіоном та володарем Кубка Гуаму, а наступні два роки знову виборює чемпіонське звання у складі «Роверс».
У 2017 році Джейсон Канліфф стає гравцем гуамського клубу «Ісла де Ладронес», а з початку 2019 року грає в команді «Бенк оф Гуам Страйкерс».

## Виступи за збірну
З 2006 року Джейсон Канліфф грає у складі національної збірна Гуаму. У складі команди брав участь у матчах Кубка Східної Азії, Кубка Азії та відбіркових матчах чемпіонату світу з футболу. У складі збірної тривалий час був капітаном команди, та є кращим бомбардиром за всю її історію, відзначившись 25 забитими м'ячами в 64 зіграних матчах.